# Gilówka Górna
Gilówka Górna is een plaats in het Poolse district  Sochaczewski, woiwodschap Mazovië. De plaats maakt deel uit van de gemeente Iłów en telt 120 inwoners.